# Cnemidă

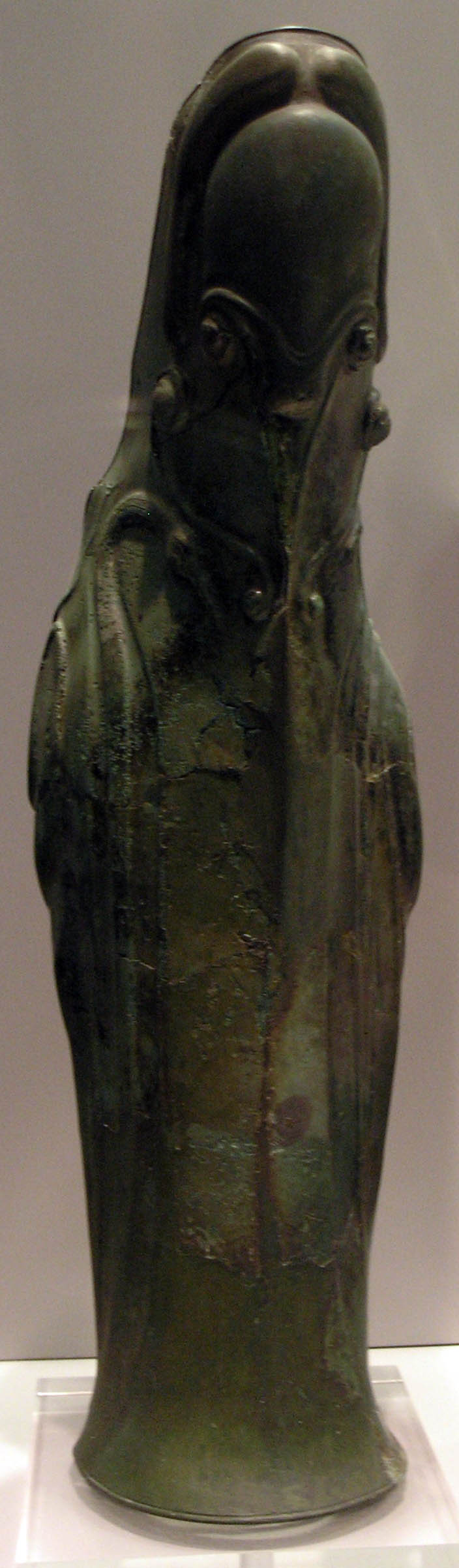
Cnemidă păstrată la Muzeul Naţional de Arheologie din Atena

Cnemidele (din greaca veche: knêmis) sunt niște jambiere, elemente de protecție a tibiilor, folosite în Antichitate, în Grecia.

## Descriere
Realizate pornind de la foi de bronz prelucrate cu ciocanul și eventual decorate, aceste jambiere sunt formate anatomic, pentru fiecare luptător: adaptate la morfologia acestuia, elasticitatea metalului menținându-le la locul lor în jurul pulpei piciorului, fără să necesite curele de fixare. Destinate protejării infanteriștilor înarmați cu arme grele, cum erau hopliții, în luptele corp la corp, cnemidele acopereau ansamblul părții inferioare din față a gambelor, de la glezne până deasupra genunchilor și completau armamentul defensiv constituit din aspis (scut), cuirasă / platoșă și cască, nelăsând astfel nicio parte a corpului expusă adversarului.
Pentru hopliți, cetățeni proveniți din primele trei clase censitare la Atena, cnemidele trebuiau să fie procurate, ca și restul armamentului, pe cheltuiala fiecărui luptător.

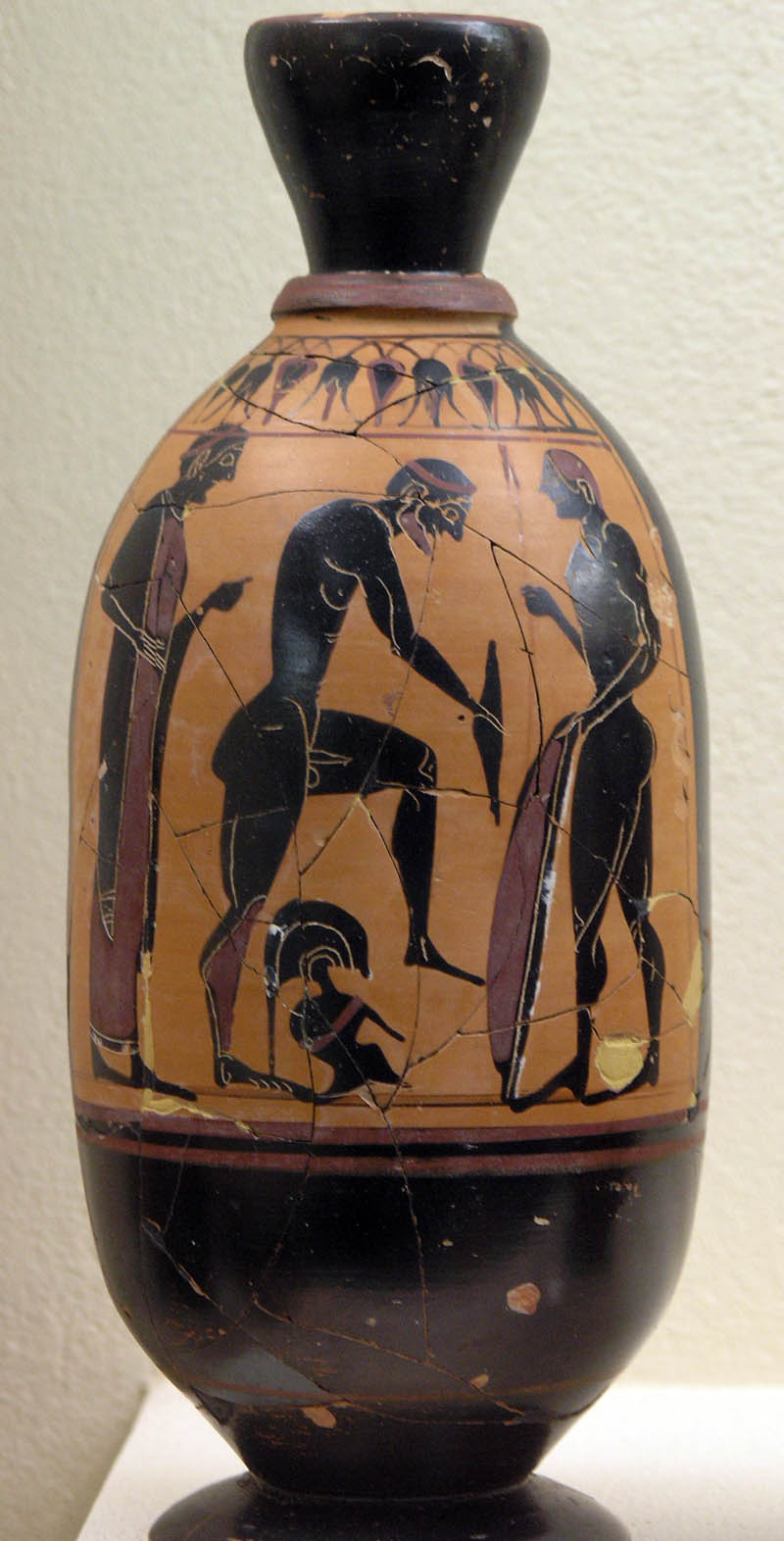
Războinic punându-şi o cnemidă, Muzeul Arheologic al Ceramicii.

## Cnemidele în texte antice
Aceste elemente de protecție ale gambelor sunt amintite în cântul I al Iliadei de Homer, însă traducătorul, George Murnu, a folosit, aici, un sinonim, pentru a desemna cnemidele: „pulpare”:

« „Voi căpetenii Atrizi, ahei cu frumoase pulpare,”»[...]

În Scutul lui Heracles, un fragment epic, opera unui aed, atribuit, uneori, în mod greșit lui Hesiod, care imită celebra descriere a scutului lui Ahile, din cântul XVIII al Iliadei de Homer, se face referință la cnemide: 

« Vorbind astfel, Heracles își puse în jurul gambelor cnemide de oricalc strălucitor, dar al ilustrului Hephaistos.»